# Casa del Albergue

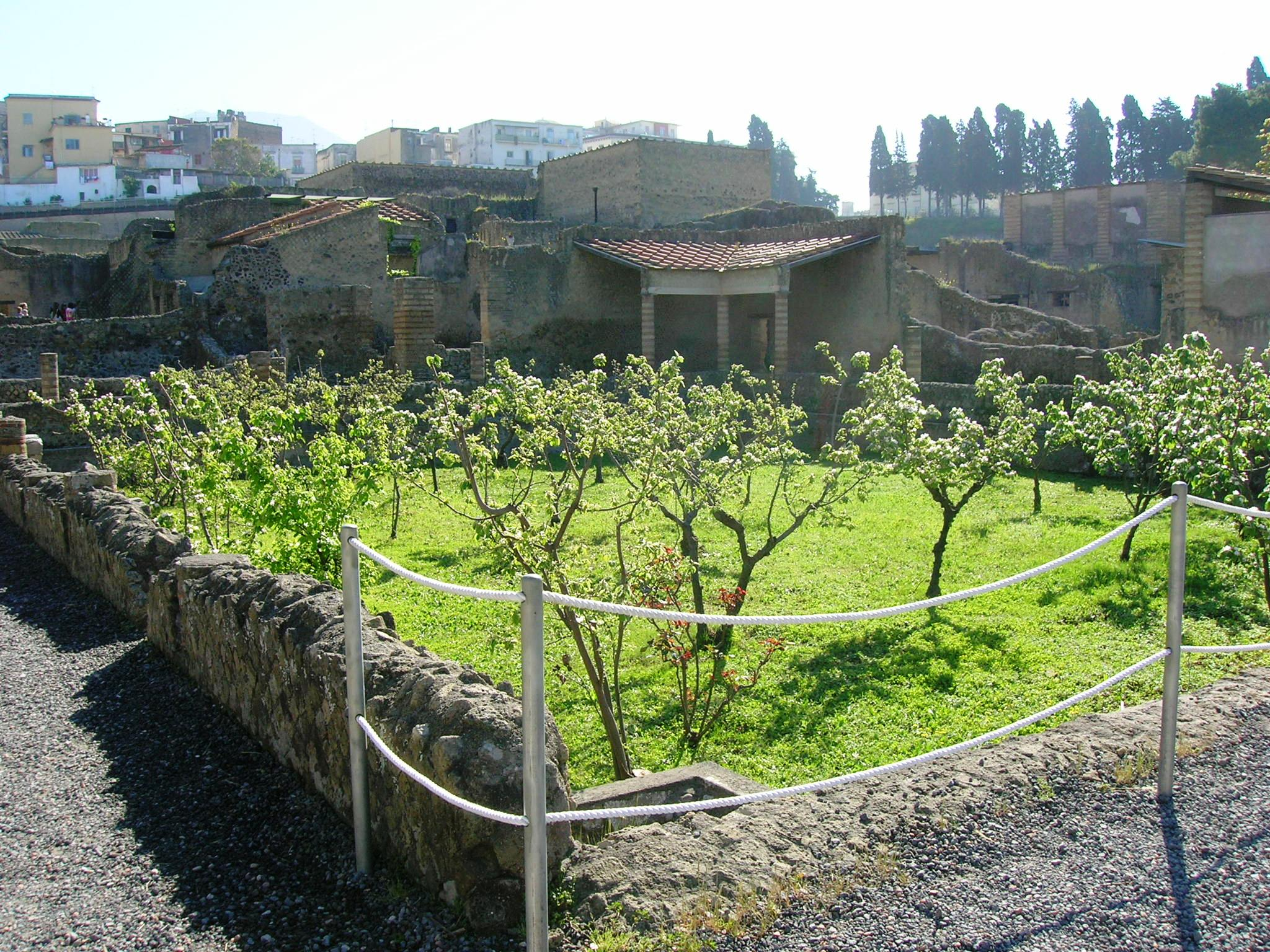
El peristilo

La Casa del Albergue es una domus de la época romana, enterrada durante la erupción del Vesubio en el año 79 y encontrada tras las excavaciones arqueológicas de la antigua Herculano: de todas las casas exploradas, es la más grande de la ciudad.

## Historia y descripción
La construcción de la Casa del Albergue se remonta a la época de Augusto, entre el 27 y el 14 a .C.: tras el terremoto de Pompeya del año 62, se llevaron a cabo importantes obras de restauración, tanto en la decoración como en la estructura, con la transformación de algunas salas en actividades comerciales. Enterrado bajo un manto de lodo, que luego se solidificó en toba, debido a los flujos piroclásticos durante la erupción del Vesubio en el año 79, fue explorado por primera vez en 1852 por Carlo Bonucci, y luego investigado definitivamente durante la década de 1930 por Amedeo Maiuri.

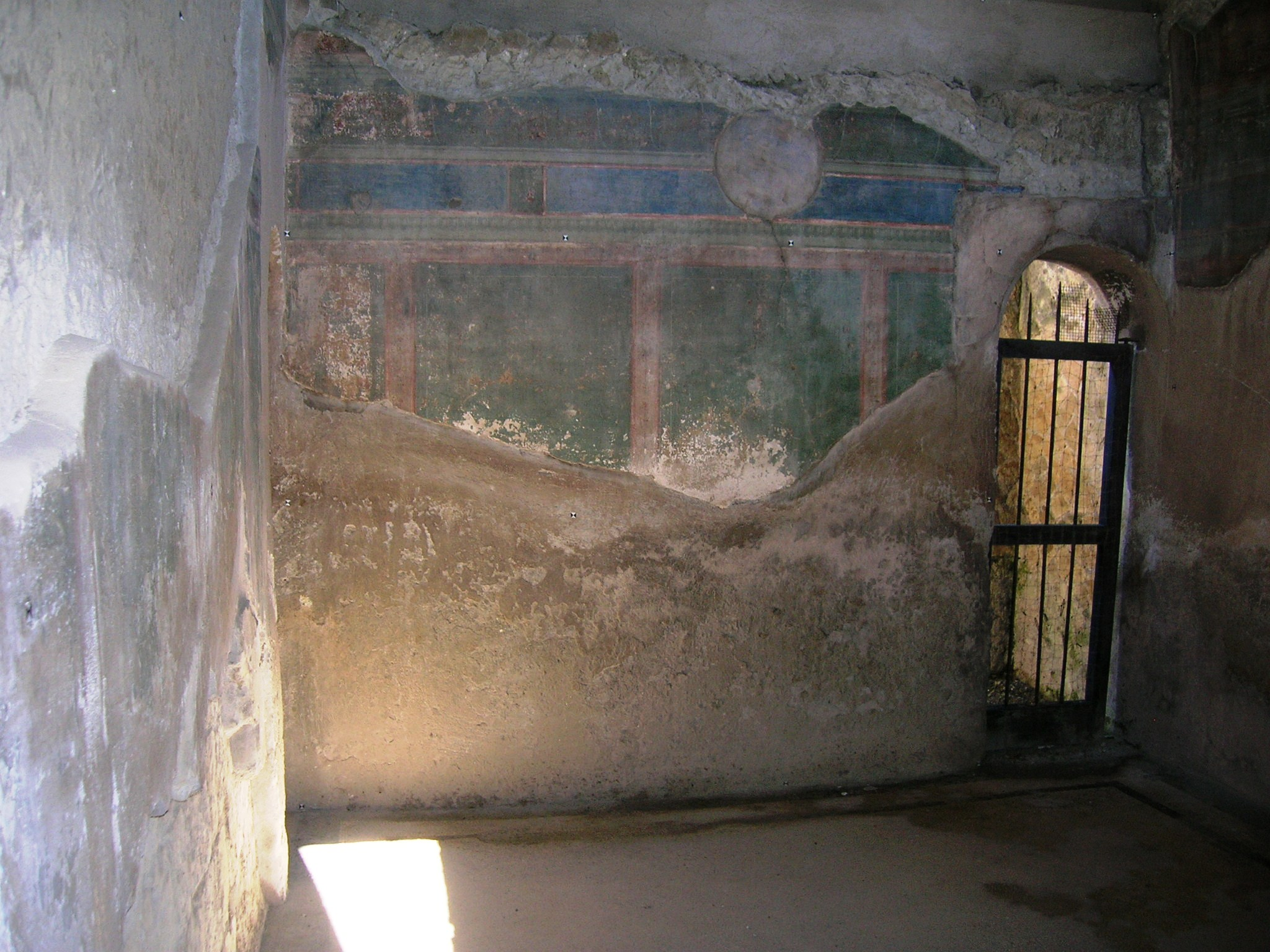
El apoditerio.

La Casa del Albergue está situada en el borde de una colina, en una posición panorámica, en lo que era la playa antes de la erupción, con vistas al mar: su mal estado de conservación se debe no tanto a los efectos causados por la erupción como a los daños causados por las primeras exploraciones; con sus dos mil ciento cincuenta metros cuadrados es la mayor vivienda de Herculano descubierta hasta el momento y es también la única de la ciudad que cuenta con un barrio termal: por estas razones, al principio se pensó que era un albergue. La entrada principal se encuentra en el cardo IV, desde el que se accede al atrio en el que son visibles los restos del impluvium. En el lado derecho se encuentra el barrio termal, que conserva pinturas de un segundo estilo y se compone de un apoditerio, decorado con paneles verdes, en los que se reconocen figuras voladoras, y trapecios de color rosa pálido, un tepidarium, con paneles de color rojo oscuro separados entre sí por bandas verdes y azules con motivos florales en su interior, y un caldarium, del que quedan pocas pinturas, excepto en la pared este, y un suelo de mosaico con teselas blancas y negras, que representan delfines en algunos lugares.  La sala también cuenta con una piscina y en la parte absidal había un labrum. El atrio da paso al peristilo, con columnas de opus vittatum, hechas de ladrillos y bloques de toba: En el centro hay un huerto, en el que se encontró el tronco carbonizado de un peral, motivo por el cual se replantaron árboles de la misma familia. Alrededor del peristilo, con suelo de mosaico blanco con borde negro, se abren varias salas, excepto en el lado que corre paralelo a la calle, incluidas las del lado oeste en las que se conserva el suelo de mosaico, en particular un umbral, que contiene la representación de un gallo y una paloma. Estas mismas salas separan el peristilo de un patio porticado con pilares de opus vittatum, sostenidos por subestructuras abovedadas, bajo las cuales se encuentran otras salas, a las que se accede por un pasillo iluminado por pequeñas ventanas rectangulares, que tienen el suelo de opus signinum y opus sectile.